# Ashlynn Brooke
Ashlynn Brooke (Choctaw, 14 de agosto de 1985) é uma ex-atriz pornográfica americana.

## Início da vida
Brooke nasceu em Choctaw, Oklahoma. Ela foi líder de torcida durante nove anos, e formou-se no colégio em maio de 2003. Antes de se tornar uma atriz de filmes adultos em 2006, ela trabalhou durante três anos em uma concessionária de carros usados próximo a Oklahoma City.

## Carreira
Brooke trabalhou em uma concessionária de carros de sua cidade natal Choctaw logo após se formar no ensino médio estadunidense de 2003 a 2006 quando fez suas primeiras fotos nua para a agência Easyriders e para a revista Gallery. Ela começou na indústria cinematográfica de cinema adulto em 2006, e já apareceu em mais de 90 filmes. Seu primeiro trabalho explícito foi para o site Bang Bros, "Big Mouthfuls", mais tarde publicado no DVD Big Mouthfuls #12. Em 2007, assinou um contrato de exclusividade com a New Sensations/Digital Sin, e em 2009 fez sua estreia na direção com Ashlynn Brooke’s Lesbian Fantasies. Ela foi escolhida como Twistys Trate do mês de dezembro de 2008.
Em 2010, Brooke se aposentou como atriz pornô após dar à luz a seu filho. Em 2011, ela foi nomeada pela CNBC como uma das 12 estrelas mais populares do pornô. Brooke afirmou que ela se envolveu brevemente em estrelar e produzir pornografia somente para mulheres, mas que ser a garota que "tenta direcionar os recursos de mulheres, mas não ser lésbica 'real'" não estava funcionando. Em sua gravidez, Brooke afirmou que "nunca teria um filho e continuaria" na indústria. Brooke afirmou que, após o nascimento de seu filho, "nada na terra poderia me deixar mais feliz naquele exato momento. Era como se Deus tivesse se abaixado e literalmente me removido do 'mundo' 'e me colocado de volta ao real'. Eu sabia que a partir daquele momento minha vida seria pacífica, feliz e cheia de amor novamente!".

## Filmografia
| 2010 - 5 Bourgeoises Un Peu Putes - The Office 2 A XxX Parody - The Big Bang Theory XxX parody 2009 - Young - 4 Pack | 2008 - Young, Wet, Horny 4 | 2007 - Who's the New Girl? 2 |

## Prêmios e indicações

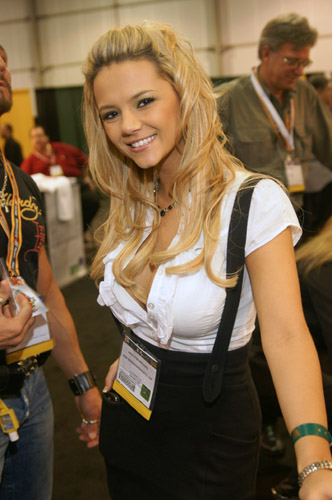
Ashlynn Brooke.

- 2007: Adultcon nomeação – Melhor Atriz em uma Cena de Prazer
- 2007: Adultcon Top 20 Adult Actresses[13]
- 2008: AVN Award nomeação – Best New Starlet[14]
- 2008: AVN Award nomeação – Melhor Desempenho Tease
- 2008: AVN Award nomeação – Best Couples Sex Scene, Video – Addicted Forever
- 2008: Xbiz Award nomeação – XBiz Best New Startlet
- 2008: AEBN Award – Best New Starlet
- 2008: XRCO Award nomeação – Best New Starlet
- 2008: F.A.M.E. Awards – Favorite Breasts[15]
- 2009: AVN Award nomeação – Best All-Girl Couples Sex Scene – Addited 4 (com Jenna Haze)[16]
- 2009: AVN Award nomeação – Female Performer of the Year[16]
- 2009: AVN Award nomeação – Tease Melhor Desempenho – My Plaything: Ashlynn Brooke[16]
- 2009: AVN Award nomeação – Best Supporting Actress – Hearts and Minds II[16]
- 2009: AVN Award nomeação – Best POV Sex Scene – Tommy Gunn: Point Blank POV[16]